# Dubicsány
Dubicsány é um município da Hungria, situado no condado de Borsod-Abaúj-Zemplén. Tem 13 km² de área e sua população em 2015 foi estimada em 233 habitantes.